# Los Aguilares
Los Aguilares är en ort i Mexiko.   Den ligger i kommunen Cunduacán och delstaten Tabasco, i den sydöstra delen av landet, 600 km öster om huvudstaden Mexico City. Los Aguilares ligger 20 meter över havet och antalet invånare är 163.
Terrängen runt Los Aguilares är mycket platt. Runt Los Aguilares är det tätbefolkat, med 411 invånare per kvadratkilometer. Närmaste större samhälle är Cunduacán, 9,6 km norr om Los Aguilares. Omgivningarna runt Los Aguilares är en mosaik av jordbruksmark och naturlig växtlighet.